# Алтуна (Вашингтон)
Алтуна (англ. Altoona) — переписна місцевість (CDP) в США, в окрузі Вакаєкум штату Вашингтон. Населення — 56 осіб (2020).

## Географія
Алтуна розташована за координатами 46°16′12″ пн. ш. 123°36′54″ зх. д. / 46.27000° пн. ш. 123.61500° зх. д. (46.269933, -123.614930).  За даними Бюро перепису населення США в 2010 році переписна місцевість мала площу 13,19 км², уся площа — суходіл.

## Демографія
Згідно з переписом 2010 року, у переписній місцевості мешкало 39 осіб у 20 домогосподарствах у складі 17 родин. Густота населення становила 3 особи/км².  Було 34 помешкання (3/км²).
Расовий склад населення:
| - 79,5 % — білих - 7,7 % — корінних американців |

До двох чи більше рас належало 12,8 %. Частка іспаномовних становила 5,1 % від усіх жителів.
За віковим діапазоном населення розподілялося таким чином: 2,6 % — особи молодші 18 років, 56,4 % — особи у віці 18—64 років, 41,0 % — особи у віці 65 років та старші. Медіана віку мешканця становила 62,6 року. На 100 осіб жіночої статі у переписній місцевості припадало 116,7 чоловіків;  на 100 жінок у віці від 18 років та старших — 123,5 чоловіків також старших 18 років.
Цивільне працевлаштоване населення становило 37 осіб. Основні галузі зайнятості: оптова торгівля — 37,8 %, публічна адміністрація — 21,6 %, інформація — 18,9 %.